# Келеник, Джарред
Джарред Роберт Келеник (англ. Jarred Robert Kelenic, 16 июля 1999, Уокешо, Висконсин) — американский бейсболист, аутфилдер клуба Главной лиги бейсбола «Сиэтл Маринерс».

## Биография
Джарред Келеник родился 16 июля 1999 года в Уокешо в штате Висконсин. Там же он окончил старшую школу. Во время учёбы он увлекался туризмом, за школьную бейсбольную команду Келеник не выступал. Несмотря на это, он входил в состав сборной США по бейсболу возрастной категории до 18 лет. В 2017 году в её составе Келеник стал победителем Кубка мира. На драфте Главной лиги бейсбола 2018 года он был выбран клубом «Нью-Йорк Метс» под общим шестым номером.
В профессиональном бейсболе Келеник дебютировал в составе фарм-команды «Метс» в Лиге Галф-Кост, а затем был переведён в «Кингспорт Метс» из Аппалачской лиги. В 44 сыгранных за «Кингспорт» матчах он отбивал с эффективностью 25,3 %, выбив пять хоум-ранов и набрав 33 RBI. В ноябре 2018 года он стал одним из пяти игроков, отданных «Сиэтлу» в обмен на Робинсона Кано и Эдвина Диаса.
По ходу сезона 2019 года Келеник играл на трёх уровнях фарм-системы, выступая за «Вест Виргиния Пауэр», «Модесто Натс» и «Арканзас Трэвелерс». Суммарно он провёл 117 матчей с показателем отбивания 29,1 %, выбил 23 хоум-рана, набрал 68 RBI и украл 20 баз. Летом он принимал участие в Матче всех звёзд будущего. По итогам года Келеник получил Награду Кена Гриффи-младшего, вручаемую лучшему отбивающему фарм-системы «Маринерс».
В 2020 году, после отмены сезона в младших лигах из-за пандемии COVID-19, он не принимал участие в официальных матчах. Перед началом сезона 2021 года Келеник был переведён в состав клуба AAA-лиги «Такома Рейнирс». В первом матче в составе команды он выбил два хоум-рана. Отсрочка его дебюта в Главной лиге бейсбола стала поводом для скандала, когда уволенный президент «Маринерс» Кевин Мейтер заявил, что клуб принял такое решение с целью получить дополнительный год контроля над игроком, ранее отказавшимся подписать долгосрочный контракт. Тринадцатого мая 2021 года Келеник дебютировал в составе «Сиэтла».